# Cyrtopsis fumosa
Cyrtopsis fumosa — вид грибів, що належить до монотипового роду  Cyrtopsis.